# 比爾·穆米
小查爾斯·威廉·穆米（Charles William "Bill" Mumy Jr. (/ˈmuːmi/，1954年2月1日—）是美國的一名演員、音樂家和科幻界名人。他在1960年代以童星的身份出現在許多電視電視影集中，包括《陰陽魔界》、《希區考克劇場》、以及最有名的《太空迷航》，飾演主要角色威爾·羅賓森。
他之後在迪士尼電影《Rascal》中飾演史坦林·諾斯，並出演《Bless the Beasts and Children》。1990年代，他出演科幻影集《巴比倫五號》，並擔任A+E電視網得過艾美獎的節目《Biography》的旁白。
穆米也是吉他手、歌手和作曲家。通常單獨表演，但偶爾也客串其他表演，他也是Barnes & Barnes二人組的一員。1988年到1990年代他Seduction of the Innocent樂團，在聖地牙哥國際漫畫展以及其他類似的場合表演。他在1992～1995年的《夢遊仙境》兒童音樂影集中創作的音樂曾被提名艾美獎。

## 外部連結
- 官方网站
- 比爾·穆米在互联网电影资料库（IMDb）上的資料（英文）
- TCM电影资料库上Bill Mumy的资料（英文）
- 在美国电视档案馆上的Bill Mumy採訪視頻
- SBV Talent上的Bill Mumy （页面存档备份，存于）